# Nivell d'anàlisi
El nivell d'anàlisi s'utilitza a les ciències socials per assenyalar la ubicació, la mida o l'escala d'un objectiu de recerca. Es diferencia de la unitat d'observació perquè la primera es refereix a un conjunt més o menys integrat de relacions, mentre que la segona es refereix a la unitat diferent de la qual s'han recopilat o seran les dades. En conjunt, la unitat d'observació i el nivell d'anàlisi ajuden a definir la població d'una empresa de recerca.

## Nivell d'anàlisi vs unitat d'anàlisi
El nivell d'anàlisi està estretament relacionat amb el terme unitat d'anàlisi, i alguns estudiosos els han utilitzat de manera intercanviable, mentre que d'altres defensen la necessitat de distinció. Ahmet Nuri Yurdusev va escriure que "el nivell d'anàlisi és més una qüestió relacionada amb el marc/context de l'anàlisi i el nivell en què es realitza l'anàlisi, mentre que la qüestió de la unitat d'anàlisi és una qüestió de l'"actor" o l'"entitat" a estudiar". Manasseh Wepundi va assenyalar la diferència entre "la unitat d'anàlisi, és a dir, el fenomen sobre el qual s'han de fer generalitzacions, el que representa cada "cas" del fitxer de dades i el nivell d'anàlisi, és a dir, la manera en què les unitats d'anàlisi es pot ordenar en un continu des dels nivells molt petits (micro) fins a molt grans (macro).

## Nivells analítics en ciències socials
Encara que els nivells d'anàlisi no s'exclouen mútuament, hi ha tres nivells generals en els quals la investigació en ciències socials pot caure: nivell micro, nivell meso o nivell mitjà i nivell macro.

### Nivell micro
Les ciències socials estudien els individus en el seu context social com a unitat d’anàlisi més bàsica. Quan s’analitza a nivell micro, o local, la població investigada sol ser un individu o un petit grup d’individus en una situació social específica. Alguns exemples de nivells micro d’anàlisi són els següents enfocaments que se centren en l’anàlisi individual:
- Estranger, apàtrida, sol·licitant d'asil, refugiat
- Persona
- Ciutadà
- Convivència, matrimoni
- Famílies
- llar
- Barri

### Nivell meso
En general, una anàlisi de nivell meso indica una mida de població que es troba entre els nivells micro i macro, com ara una comunitat o una organització. Tanmateix, el nivell meso també pot referir-se a anàlisis dissenyades específicament per revelar connexions entre nivells micro i macro. De vegades es coneix com a rang mitjà, especialment en sociologia. Alguns exemples d'unitats d'anàlisi de nivell meso inclouen els següents:
- Clan
- Tribu
- Comunitat
- Poble, poble, ciutat
- Organització formal
- Estat

### Nivell macro
Les anàlisis a nivell macro generalment rastregen els resultats de les interaccions, com ara interaccions de transferència de recursos econòmiques o d'un altre tipus sobre una gran població. També es coneix com a nivell global. Alguns exemples d'unitats d'anàlisi a nivell macro inclouen, entre d'altres, els següents:
- Nació
- Societat
- Civilització
- Internacional
- Global

## Nivell d'anàlisi en ciència cognitiva

### Hipòtesi de tres nivells de Marr
Segons David Marr, els sistemes de processament d'informació s'han d'entendre a tres nivells d'anàlisi diferents però complementaris: una anàlisi a un sol nivell no és suficient.

#### Computacional
El nivell computacional d'anàlisi identifica què fa el sistema de processament d'informació (p. ex.: quins problemes soluciona o supera) i de manera similar, per què fa aquestes coses.

#### Algorítmic/representacional
El nivell algorítmic/representacional d'anàlisi identifica com el sistema de processament d'informació realitza els seus càlculs, concretament, quines representacions s'utilitzen i quins processos s'utilitzen per construir i manipular les representacions.

#### Física/implementació
El nivell físic d’anàlisi descriu com es materialitza el sistema de processament de la informació (en el cas de la visió biològica, quines són les estructures i les activitats neuronals que fan possible el sistema visual).

### Nivell d'aprenentatge de Poggio
Després de trenta anys del llibre Vision (David Marr. 1982. WH Freeman and Company), Tomaso Poggio va afegir un nivell superior més enllà del nivell computacional, que és l'aprenentatge.
| «               | No estic segur que Marr hi estigui d'acord, però estic temptat d'afegir l'aprenentatge com el nivell més alt de comprensió, per sobre del nivell computacional. […] Només així podrem construir màquines intel·ligents que podrien aprendre a veure —i pensar— sense necessitat de ser programats per fer-ho. | » |
| — Tomaso Poggio | |   |

## Nivell d'anàlisi en ciència política
En ciències polítiques, el nivell d'anàlisi es divideix generalment en tres categories: individual, estatal i internacional. No obstant això, les discussions més recents sobre la globalització han donat lloc a un nivell d'anàlisi més nou a considerar.
El marc d'anàlisi es va originar a partir del llibre de 1959 de K. Waltz titulat Man, the State, and War. Un examen és "The Level-of-Analysis Problem in International Relations" (1961) de J. Singer. Tot i que el marc és àmpliament discutit, no molts articles acadèmics l'utilitzen. Dos escrits poden aclarir els seus avantatges i desavantatges: els estudis de cas de M. Brawley de 2005 sobre les relacions econòmiques internacionals i l'anàlisi de 2015 de S. Hu sobre el reconeixement diplomàtic de Taiwan per part dels petits estats.
Els tres (o quatre) nivells d’anàlisi no poden abastar tots els fenòmens i hi ha molts nivells intermedis entre els principals, però els nivells d’anàlisi ens ajuden a comprendre com un poder polític influeix en un altre. En general, el poder és el concepte clau de l’anàlisi. Per exemple, la competència pel poder pot provocar una guerra, però la competència pel poder pot venir del desig de poder de l’individu humà. El desig de poder és el nivell individual d’anàlisi, mentre que la competència pel poder és el nivell sistèmic d’anàlisi.

### Nivell individual
El nivell individual d'anàlisi localitza la causa dels esdeveniments en líders individuals o en el cercle immediat de qui prenen decisions d'un país determinat. Se centra en els actors humans de l'escenari mundial identificant les característiques de la presa de decisions humanes. Per exemple, la causa de la Primera Guerra Mundial prové dels líders particulars al poder en aquell moment. Es considera que el Kaiser Wilhelm II és el nivell des del qual es va originar la causa. Pot haver estat la seva necessitat de poder per amagar una sensació d'inferioritat, o pot haver estat la seva incapacitat per entendre les complexitats de l'ofici de govern, com ho va fer Otto von Bismarck. O potser va ser la seva idea sobre la monarquia i el destí alemany. Les tres possibilitats s'extreuen d'un nivell d'anàlisi individual.

### Nivell domèstic/estatal
El nivell domèstic d'anàlisi situa les causes en el caràcter del sistema domèstic d'estats concrets. Així, la guerra és causada per estats agressius o bèl·lics, no per persones malvades, ineptes o equivocades o l'estructura de poder en el sistema internacional. El fracàs de les institucions nacionals també pot provocar una guerra. A la Primera Guerra Mundial, el col·lapse intern de l'Imperi austrohongarès, o la coalició trencadissa dins d'Alemanya d'interès agrícola i industrial, com el sègol i el ferro, són sovint citades com a causes importants. Els casos a nivell domèstic poden provenir de diverses característiques del sistema domèstic. Les economies capitalistes i socialistes generen actituds i comportaments diferents.
Les religions musulmana i cristiana o les ideologies polítiques democràtiques i no democràtiques també ho fan. Les institucions estables i fallides són factors a nivell intern que afecten el comportament de l'estat. Una gran preocupació avui és l'existència d'estats fallits, és a dir, estats les institucions internes dels quals s'han trencat, com Somàlia. Una altra preocupació aquí és l'existència d'un estat canalla, com Corea del Nord, que pot transmetre armes nuclears als terroristes. Qualsevol tipus d'estat prové del nivell domèstic d'anàlisi, però un estat fracassat sol significar una ruptura institucional a nivell domèstic d'anàlisi, mentre que un estat canalla sovint implica males intencions per nivell individual d'anàlisi individual.

### Nivell sistèmic
El nivell sistèmic d'anàlisi explica els resultats d'un nivell a tot el sistema que inclou tots els estats. Busca explicacions als fenòmens internacionals tenint en compte la naturalesa o l'estructura del sistema polític internacional en el període d'estudi. Té en compte tant la posició dels estats en el sistema internacional com les seves interrelacions. La posició dels estats constitueix el nivell estructural sistèmic d'anàlisi. Això implica la distribució relativa del poder, com per exemple quin estat; gran, mitjà o petit poder i geopolítica ; com ara quin estat és el poder marítim o terrestre. La interacció dels estats constitueix el nivell de procés sistèmic d'anàlisi. En aquest nivell, ens preocupa quin estat s'alinea amb quins altres estats i quin estat negocia amb quins altres estats. Així, podem explicar la Primera Guerra Mundial en termes de l'absència d'institucions a tot el sistema, com ara la Societat de Nacions, que no es va crear fins després de la Primera Guerra Mundial per prevenir aquestes guerres en el futur. Tanmateix, una institució a tot el sistema no sempre significa harmonia entre les nacions, com es va veure a la Segona Guerra Mundial. La causa de la Segona Guerra Mundial es veu com el fracàs d'una institució sistèmica, que va portar a noves institucions de les Nacions Unides a portar a terme el llegat reformat de la Societat de Nacions.

### Nivell global
Els factors de nivell global són similars als factors de nivell sistèmic, però la diferència principal és que els factors globals no depenen dels estats, mentre que els factors sistèmics sí. Els factors globals poden provenir d’individus, grups d’interès, estats, actors no estatals o fins i tot condicions naturals, però no es poden atribuir a les accions d’un estat o un conjunt d’estats. Un exemple pot ser com Internet pot influir en com es fa la política, a través de xarxes socials o fòrums, on una idea sorgeix al llarg del temps per un grup d’individus, però l’origen és generalment difícil de determinar. Un exemple natural mediambiental és com el canvi climàtic pot afectar com la societat percebeix determinades polítiques, o impulsar noves polítiques. Les sequeres provocades per l’augment de les temperatures poden fer que els actors mundials formin aliances per aconseguir recursos vitals, i com han assenyalat autors com Peter Gleik i Michael Klare, la possibilitat de “Guerres de l’aigua” als països àrids d’Àfrica i Orient Mitjà és molt real.